# Савой, Тереза Энн
Тереза Энн Савой (англ. Teresa Ann Savoy; 18 июля 1955, Лондон, Великобритания — 9 января 2017, Милан, Италия) — итальянская актриса британского происхождения. Наиболее известна ролями в эротических фильмах Тинто Брасса.

## Биография
Родилась в Великобритании, в 16-летнем возрасте сбежала из дома и стала жить с коммуной хиппи в Терразини, Сицилия. В 1973 году появилась на обложке итальянского эротического журнала Playmen. В 1974 году дебютировала в кино, снявшись в фильме Альберто Латтуады «Буду ей отцом». В картине «Частные пороки, общественные добродетели» исполнила роль Марии фон Вечеры, любовницы австрийского кронпринца Рудольфа.
Широкую известность ей принесли ведущие роли в эротических картинах Тинто Брасса «Салон Китти» (1976) и «Калигула» (1979). В первом она перевоплотилась в любовницу офицера СС Маргериту, во втором — в Юлию Друзиллу, сестру римского императора Калигулы. Актрису даже называли «музой Брасса».
В 1981 году снялась в главных ролях в фильмах «Непокорность» и «Сердце тирана, или Боккаччо в Венгрии». После этого была задействована ещё в нескольких проектах в кино и на телевидении. В 1987 году исполнила роль супруги Д’Аннунцио в одноимённом биографическом фильме. Последний раз снялась в 2000 году в картине «Фабрика пара». Последние годы жила с мужем и двумя детьми в Милане.

## Фильмография
| Год  |    | Русское название                         | Оригинальное название                           | Роль             |
| ---- | -- | ---------------------------------------- | ----------------------------------------------- | ---------------- |
| 1974 | ф  | Буду ей отцом                            | Le farò da padre                                | Клотильда        |
| 1976 | ф  | Салон Китти                              | Salon Kitty                                     | Маргерита        |
| 1976 | ф  | Частные пороки, общественные добродетели | Vizi privati, pubbliche virtù                   | Мария фон Вечера |
| 1977 | тф | Тигр ещё жив: Сандокан возвращается!     | La tigre è ancora viva: Sandokan alla riscossa! | Джамиля          |
| 1979 | ф  | Калигула                                 | Caligola                                        | Юлия Друзилла    |
| 1981 | ф  | Непокорность                             | La disubbidienza                                | Эдит             |
| 1981 | ф  | Сердце тирана, или Боккаччо в Венгрии    | A zsarnok szíve, avagy Boccaccio Magyarországon | Каталина         |
| 1984 | ф  | Юноша из Эбалус                          | Il ragazzo di Ebalus                            | террористка      |
| 1986 | ф  | Женщина на пароме                        | La donna del traghetto                          | Виола            |
| 1987 | ф  | Д’Аннунцио                               | D'Annunzio                                      | Мария            |
| 2000 | ф  | Фабрика пара                             | La fabbrica del vapore                          | кладовщица       |